# إسقاط هندسي
إسقاط هندسي هو بروتوكول يستخدم في الرسم الصناعي، والذي يعني أن تكون صورة من كائن ثلاثي الأبعاد على سطح مستو دون مساعدة من الحساب العددي.

## نظرة عامة
يتحقق الإسقاط من خلال استخدام «أجهزة العرض» الخيالية. الصورة المتوقعة، والعقلية تصبح رؤية فنية من المطلوب، هنا الصورة تنتهي. من خلال اتباع بروتوكول فني قد تنتج الصورة المتصورة على سطح مستو مثل ورقة الرسم. وتوفر البروتوكولات إجراء تصوير موحد بين الأشخاص المدربين على الرسومات التقنية (الرسم الميكانيكي، والتصميم بمساعدة الحاسوب، وما إلى ذلك).
هناك نوعان من الإسقاط الهندسي، لكل منها بروتوكول خاص به:
- إسقاط متوازي
- إسقاط منظور أو بالاحرى اسقاط مركزي

## في الهندسة الوصفية
يشتمل الاسقاط في الهندسة الوصفية على عمليتين، وهما عملية الاسقاط وتكمن في تمرير خطوط بمركز C وبنقاط معينة A,B, C ، وعملية التقاطع، أي تقاطع تلك الخطوط مع مستوى اسقاط معين للحصول على اسقاطات تلك النقاط 'A',B', C. 

عمليات الاسقاط والتقاطع

إسقاطات عمودية (ارتفاع)
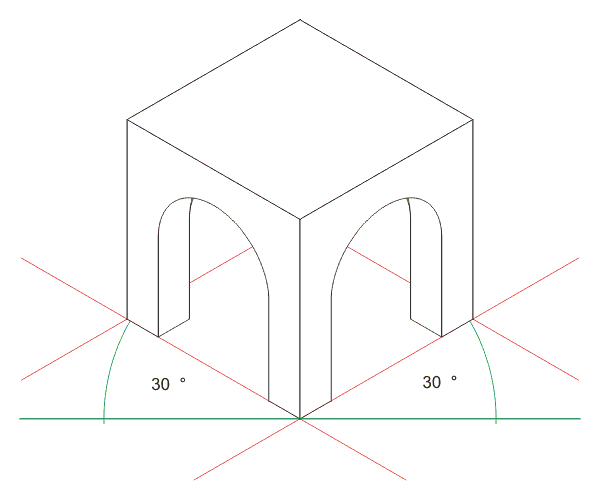
أكسونومتري (إسقاط مساو للقياس)
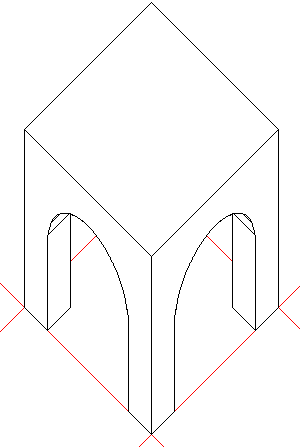
إسقاط مائل (عسكري)
إسقاط مائل (حجرة)
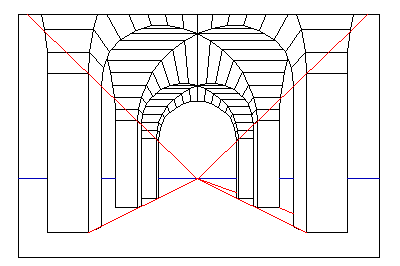
منظور بنقطة تلاشي واحدة
منظور بنقطتين تلاشي
منظور بثلاث نقاط تلاشي